# Tradewest
Tradewest ist ein nicht mehr bestehender US-amerikanischer Spieleentwickler mit Sitz in Corsicana (Texas), der zahlreiche Spiele in den 1980er- und 1990er-Jahren veröffentlichte. Am besten bekannt ist das Unternehmen als Verleger der Spielreihen Battletoads und Double Dragon.
Im August 2009 wurde der Tradewest Name im Sinne der neuen Eigentümer von Midway Games unter dem Namen Tradewest Games neu eingeführt. Midway Games machte sich die Tradewest-Marke 1996 zu eigen.

## Geschichte
Tradewest wurde 1986 von John Rowe (stellvertretender Vorsitzender), Leland Cook (Bankier und Farmer) und dessen Sohn Byron Cook gegründet. Tradewest begann mit der Herstellung von SNK's Ikari Warriors (Arcade) in den USA, fortführend mit der Entwicklung von Victory Road, Alpha Mission, Redline Racer, John Elway's Quarterback und Ivan "Ironman" Stewart's Super Off-Road, als das Unternehmen schließlich vom Coin-Op-Arcade-Spiel-Geschäft abdriftete und ihren Schwerpunkt auf Videospiele für Heimkonsolen legte.
1987 erwarb Tradewest Cinematronics in El Cajon (Kalifornien), das unter anderem die Spiele Dragon’s Lair und Space Ace hervorbrachte. Fortan trug die Zusammenführung beider Unternehmen den Namen Leland Corporation. John Rowe wurde ausgewählt, den Firmensitz in El Cajon zu leiten, da er als stellvertretender Vorsitzender von SNK bereits einen erfolgreichen Werdegang im Videospielgeschäft vorwies.
1994 wurde Tradewest von WMS Industries (Eigentümer der Williams- und Midway-Marken) erworben und umbenannt zu Williams Entertainment, was das Ende von Tradewest als eigenständiges Unternehmen zur Folge hatte. WMS verschaffte sich auf diese Weise den Eintritt in den Videospielmarkt.
1996 verlor WMS das Interesse an Videospielen und transferierte Williams Entertainment schließlich zu Midway, welche sich fortan Midway Home Entertainment nannten. Wie es bei WMS der Fall war, konnte Midway somit im Videospielmarkt Fuß fassen und war in der Lage, Videospiele zu entwickeln und veröffentlichen, ohne auf andere Publisher angewiesen zu sein. Die Corsicana-Einrichtung in Texas sowie eine neue R&D-Einrichtung in San Diego blieben Midway erhalten und beschäftigten fortan Byron Cook (seinerzeit Geschäftsführer von Midway Home Entertainment) und John Rowe (seinerzeit stellvertretender Vorsitzender und Leiter der Produktentwicklung) zur Entwicklung und Verlegung von Spielen für Nintendos GameCube, Microsofts Xbox, Sonys PlayStation und den PC.

### Folgezeit
- Midway's Hauptsitz in Chicago schloss die Corsicana-Niederlassung und entließ dessen Personal Ende des Jahres 2002.
- Die El-Cajon-Niederlassung wurde in die Nähe von San Diego, Kalifornien verlagert und ist nun der einzige Sitz von Midway Home Entertainment.
- Byron Cook verließ das Videospielegeschäft zugunsten der Politik am Ende des Jahres 2000. Er ist staatlicher Vertreter des Corsicana-Bezirks in Texas[2]
- 2009 lebte der Tradewest-Name neu auf. Im Zuge des Management-Buy-Outs von Midway, bei dem das bisherige Management der Firma den Eigentümern ihre Anteile mit der Unterstützung von Investoren abgekauft hat, erwarb dieses auch gleichzeitig die Rechte an dem Namen.

## Liste der von Tradewest hergestellten und vermarkteten Spiele

### Arcade
- Alpha Mission (1985)
- Ikari Warriors (1986)
- Victory Road (1987)

### Nintendo Entertainment System
- Double Dragon (Juni 1988)
- John Elway's Quarterback Challenge (März 1989)
- Taboo: The Sixth Sense (April 1989)
- Magic Johnson's Fast Break (März 1990)
- Ivan "Ironman" Stewart's Super Off Road (April 1990)
- Solar Jetman: Hunt for the Golden Warpship (September 1990)
- Battletoads (Juni 1991)
- High Speed (Juli 1991)
- Danny Sullivan's Indy Heat (August 1992)
- R.C. Pro-Am II (Dezember 1992)
- Battletoads & Double Dragon (Juni 1993)

### Game Boy
- Double Dragon (August 1990)
- Sneaky Snakes (Juni 1991)
- Battletoads (November 1991) – Story, Grafik und Leveldesign weichen stark vom ebenfalls 1991 veröffentlichten NES-Spiel ab, obwohl Titel und Cover-Illustration übernommen wurden.
- Jack Nicklaus Golf (Mai 1992)
- Super Off Road (November 1992)
- Battletoads in Raganarok's World (Juni 1993) – Portierung des NES-Titels aus dem Jahr 1991
- Battletoads & Double Dragon (Dezember 1993)

### Super Nintendo Entertainment System
- Super Off Road (Dezember 1991)
- Jack Nicklaus Golf (Mai 1992)
- Pro Quarterback (September 1992)
- Super Double Dragon (15. Oktober 1992)
- Battletoads in Battlemaniacs (Juni 1993)
- Super Baseball 2020 (Juli 1993)
- Plok (September 1993)
- Super Off Road: The Baja (September 1993)
- Battletoads & Double Dragon (Dezember 1993)
- Fun 'N' Games (August 1994)
- Troy Aikman NFL Football (August 1994)
- Double Dragon V: The Shadow Falls (5. August 1994)

### Sega Mega Drive
- Championship Pro-Am (12. Mai 1992)
- Battletoads (13. Juli 1992)
- Pro Quarterback (September 1992)
- Fun 'N' Games (2. August 1993)
- Battletoads & Double Dragon (Dezember 1993)
- Double Dragon V: The Shadow Falls (5. August 1994)
- Troy Aikman NFL Football (August 1994)